# Manuel Rojas del Río
Manuel Artemio Rojas del Río (Santiago, 22 de septiembre de 1933—Ibidem, 1 de enero de 2018) fue un ex-activista, abogado y político chileno militante del Partido Socialista, que ejercíó como alcalde de la Comuna de Colina en dos periodos entre el 1992 hasta 1996 y el 1996 hasta 2000, como concejal en dos periodos: en 2000 hasta 2004 y el 2008 y 2012; y por último como Miembro del Concejo Municipal del 2000 hasta 2018.
Manuel Rojas del Río era opositor a la dictadura militar de Pinochet, la que le tuvo apresado en el Estadio Nacional durante 20 días, sin embargo el cardenal Silva Henríquez tramitaría su libertad. El 16 de julio de 2016 la Comuna de Colina inaugura su Estadio Municipal como: Estadio Manuel Rojas del Río en memoria de dicho alcalde.
El 1 de enero de 2018 fallecería de un infarto al corazón, esto debido a que padecía de Alzheimer, falleciendo en su hogar, en la comuna de La Reina, Santiago. 

## Historia electoral

### Elecciones municipales de 1992
- Elecciones municipales de 1992, para la alcaldía de Colina[4]

(Se consideran sólo los candidatos que resultaron elegidos para el Concejo Municipal)
| Candidato                    | Pacto                          | Partido | Votos | %     | Resultado |
| ---------------------------- | ------------------------------ | ------- | ----- | ----- | --------- |
| Manuel Rojas del Río         | Concertación por la Democracia | PS      | 8 614 | 38,54 | Alcalde   |
| Rafael Francisco Rojas Muñoz | Participación y Progreso       | RN      | 1 483 | 13,34 | Concejal  |
| Pablo Atenas Valenzuela      | Concertación por la Democracia | DC      | 1 513 | 13,61 | Concejal  |
| Manuel Segovia Ormazábal     | Concertación por la Democracia | DC      | 965   | 8,68  | Concejal  |
| Angélica Antiman Palma       | Participación y Progreso       | UDI     | 446   | 4,01  | Concejal  |
| Elsa Martin Pereira          | Concertación por la Democracia | PPD     | 322   | 2,90  | Concejal  |

### Elecciones municipales de 1996
- Elecciones municipales de 1996, para la alcaldía de Las Condes[5]

(Se considera a los candidatos que resultaron elegidos para el Concejo Municipal)
| Candidato                    | Pacto                          | Partido | Votos | %     | Resultado |
| ---------------------------- | ------------------------------ | ------- | ----- | ----- | --------- |
| Manuel Rojas del Río         | Concertación por la Democracia | PS      | 4 285 | 38,54 | Alcalde   |
| Rafael Francisco Rojas Muñoz | Participación y Progreso       | RN      | 3 188 | 14,55 | Concejal  |
| Pablo Atenas Valenzuela      | Concertación por la Democracia | DC      | 2 771 | 12,64 | Concejal  |
| Manuel Segovia Ormazábal     | Concertación por la Democracia | DC      | 1 761 | 8,04  | Concejal  |
| Angélica Antiman Palma       | Participación y Progreso       | UDI     | 900   | 4,11  | Concejal  |
| Elsa Martin Pereira          | Concertación por la Democracia | PPD     | 538   | 2,45  | Concejal  |